# Mohammad Ali Araki

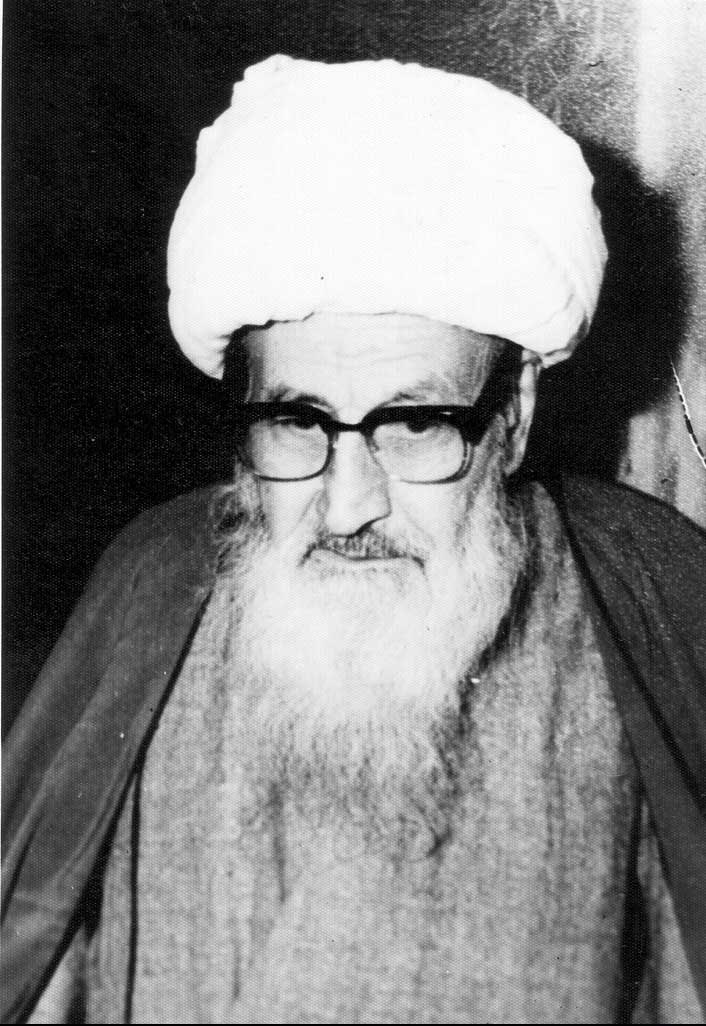
Mohammad Ali Araki

Mohammad Ali Araki (anhörenⓘ; * 22. Dezember 1894 in Arak; † 29. November 1994 in Qom) war ein schiitischer Geistlicher mit dem Titel „Großajatollah“.

## Leben
Araki, der in Qom lebte und bis zu seinem Tode lehrte, war ein stiller Gegner von Ruhollah Chomeinis Prinzip der Statthalterschaft der Rechtsgelehrten. Nach seinem Tod versuchte Ali Chamenei, den vakanten Posten des Großayatollahs zu übernehmen. Die Geistlichen in Qom standen dieser Bewerbung ablehnend gegenüber, bis letztlich Chamenei mit den Worten „Der Titel ist für mich nicht wichtig.“ darauf verzichtete.